# Jaak Van Driessche
Jaak Van Driessche (Gent, 3 juli 1969) is een Belgisch voormalig roeier. Hij vertegenwoordigde België op diverse internationale wedstrijden. Hij nam tweemaal deel aan de Olympische Spelen, maar won hierbij geen medailles.
Hij was lid van de Gentse Roei- en Sportvereniging. Gestart met de roeisport op de Watersportbaan van Gent, was hij wat de heren betreft de eerste wereldtopper binnen de Oost-Vlaamse Roeiliga in de naoorlogse periode tot het einde van de 20ste eeuw. Om een team te vormen in boordroeien moest hij dan ook jarenlang de trip naar Hazewinkel maken om te trainen met zijn teamgenoot Luc Goiris van de plaatselijke Antwerpse Roeivereniging.
Het boottype twee zonder stuurman (of ongestuurde twee M2-) is van oudsher bekend als een van de zwaarste onderdelen binnen de roeisport alle categorieën. Het is het boottype waar ook rivaal van van Driessche en roeilegende Steve Redgrave zo bekend door werd.
België had al een zekere traditie in dat boottype met de zilveren medaille voor Knuysen-Baetens op de Olympische Zomerspelen 1952 in Helsinki en een finaleplaats op de Olympische Zomerspelen 1988 van Seoul met het duo Alain Lewuillon en Wim Van Belleghem.

## Palmares

### dubbel twee
- 1987: 6e WK junioren - 6.52,66

### twee zonder stuurman
- 1992: 5e OS - 6.38,20
- 1993: 4e WK - 6.39,60
- 1994: 6e WK - 6.35,52
- 1995: 6e WK - 6.38,60
- 1996: 8e OS - 6.34,46

### vier zonder stuurman
- 1985: 6e WK junioren - 5.05,61

### vier met stuurman
- 1991: 11e WK - 6.12,70

### acht met stuurman
- 1985: 10e WK junioren - 4.48,49